# Tétraboucle

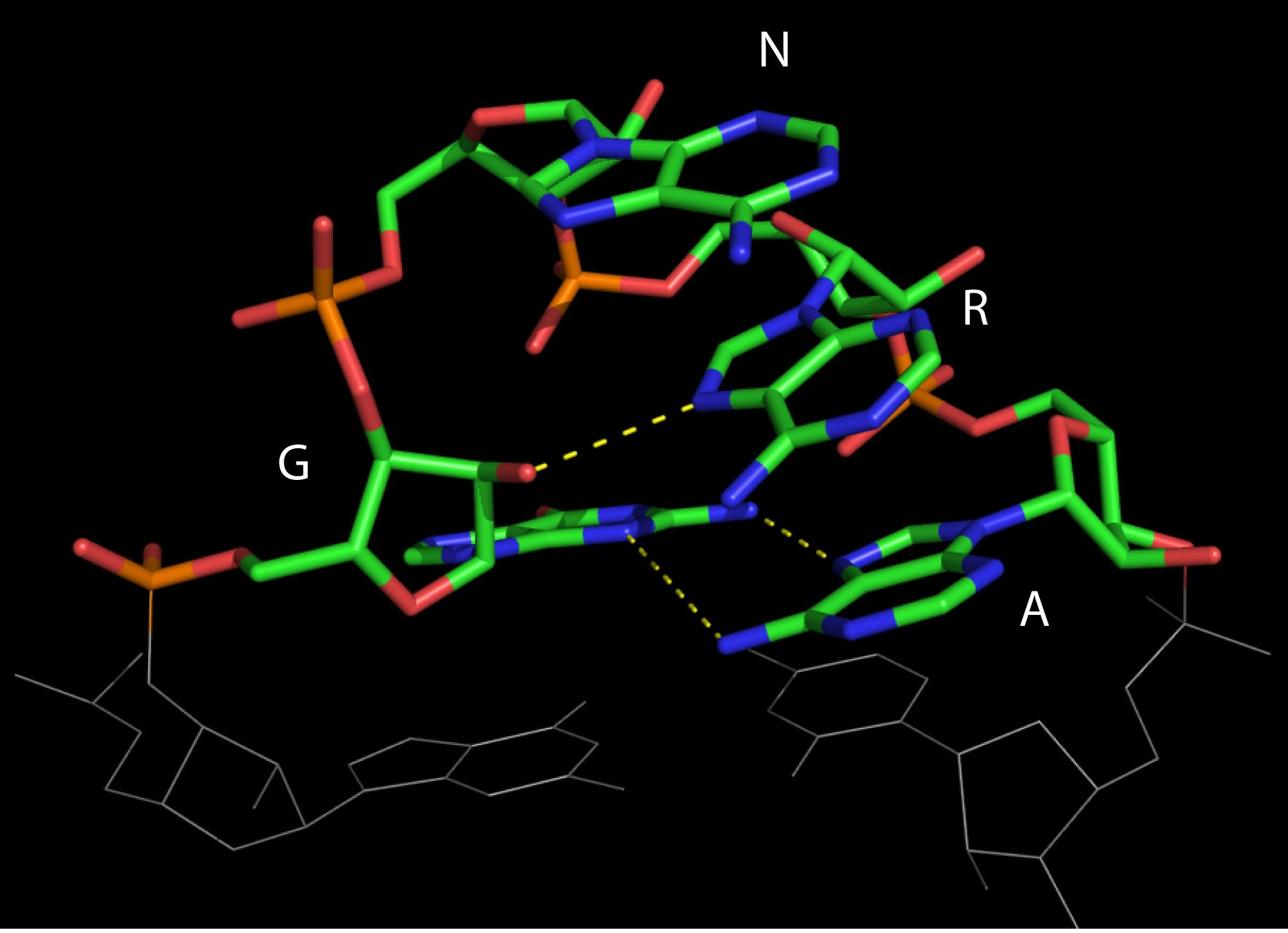
structure d'une tétraboucle GNRA. Le G et le A forment une paire de base non-canonique et l'ensemble des bases sont empilées

Une tétraboucle ou tetralooop est un motif de quatre nucléotides que l'on observe dans la structure de certains ARN. Ce sont des boucles très stables qui terminent des régions en hélice. Trois principales classes de tétraboucles ont été observées : les boucles GNRA (ou N représente A, G, C ou U et R représente A ou G), les boucles UNCG et les boucles CUUG. Elles sont stabilisées par des interactions additionnelles, comme des appariements de bases non canoniques et des interactions d'empilement.
Certaines tétraboucles peuvent former des interactions à longue distance avec des régions en hélice appelées récepteurs. Ces interactions tétraboucle-récepteur sont importantes pour la formation de la structure tridimensionnelle d'ARN stables comme les introns auto-épissables.